# The Gallop of Death
The Gallop of Death è un cortometraggio muto del 1913 diretto da Henry J. Vernot (con il nome Henri Vernot).

## Produzione
Il film fu prodotto dalla Eclair American

## Distribuzione
Distribuito dalla Universal Film Manufacturing Company, il film uscì nelle sale cinematografiche USA il 21 gennaio 1913.